# Leandro Arpinati
Leandro Arpinati (né à Civitella di Romagna le 29 février 1892, mort à Argelato le 22 avril 1945) est un homme politique et un dirigeant sportif italien.

## Biographie
Avant la Première Guerre mondiale, Leandro Arpinati est un anarchiste individualiste et comme son compatriote Benito Mussolini dont il est au début l'ami, il collabore au journal socialiste La lutte des classes (La lotta della classe). il est un fervent interventionniste dès août 1914. Au cours de ses années, il s'établit à Bologne où il travaille comme cheminot. Au début des années 1920, il crée le second faisceaux de combat à Bologne et en 1921, il devient député et après la marche sur Rome, vice-secrétaire général du parti national fasciste. En 1926, il devient podestà (maire) de Bologne, charge qu'il laisse en 1929 pour le poste  de sous-secrétaire au ministère de l'intérieur.
Il occupe de nombreuses charges dans le secteur sportif : à l'équitation, entre les années 1920 et 1930, il est président du Comité olympique national italien et de la FIGC, il réalise d'importantes réformes du championnat de football et il obtient l'organisation de la coupe du monde de football de 1934.
Au début des années 1930, les rapports avec le secrétaire du PNF, Achille Starace, se gâtent, celui-ci l'accuse d'avoir organisé l'attentat contre Mussolini le jour de l'inauguration du stade de Bologne le (31 octobre 1926), parce que le jeune comploteur  Anteo Zamboni, est le fils d'un ami d'Arpinati. Il est donc étiqueté comme ennemi du régime et envoyé en confinement d'abord à Lipari de 1934 à 1937 puis à Malacappa, à proximité de Bologne, en résidence surveillée. Il refuse l'invitation personnelle de Mussolini d'adhérer à la république sociale. C'est à Malacappa qu'il meurt le 22 avril 1945, fusillé par un groupe de partisans antifascistes le jour suivant la libération de Bologne.

## Anecdotes
Lors du championnat de football de 1926-27, le Torino gagna le championnat italien mais il apparait qu'un dirigeant du Torino a corrompu un joueur de la Juventus (Luigi Allemandi) lors d'une partie décisive de la dernière journée. La coupe fut retirée au Torino et aurait dû aller à l'équipe seconde au classement qui était Bologne, Arpinati alors président de la FIGC craignit que cela soit jugé comme du favoritisme et décida de ne pas donner de titre lors de ce championnat.
Arpinati détestait cordialement Achille Starace (qui le lui rendait bien), ils étaient notamment en rivalité pour tout ce qui touchait à l'organisation du sport en Italie, instrument de prestige et de propagande durant le régime fasciste. Arpinati (qui possédait quelques terres) avait baptisé "Starace"...son âne et ne se gênait pas pour le faire savoir parmi les "Hiérarques", les dignitaires fascistes.

## Sources
- (it) Cet article est partiellement ou en totalité issu de l’article de Wikipédia en italien intitulé « Leandro Arpinati » (voir la liste des auteurs) du 14.11.2007.